# Élections législatives de 2002 en Meurthe-et-Moselle
Les élections législatives françaises de 2002 se déroulent les 9 et 16 juin 2002. Dans le département de Meurthe-et-Moselle, sept députés sont à élire dans le cadre de sept circonscriptions.

## Élus
| Circonscription | Député sortant     | Parti | Parti    | Député élu ou réélu | Parti | Parti |
| --------------- | ------------------ | ----- | -------- | ------------------- | ----- | ----- |
| 1re             | Jean-Jacques Denis |       | PS       | Laurent Hénart      |       | UMP   |
| 2e              | René Mangin        |       | PS       | Gérard Léonard      |       | UMP   |
| 3e              | Claude Gaillard    |       | UDF (PR) | Claude Gaillard     |       | UMP   |
| 4e              | François Guillaume |       | RPR      | François Guillaume  |       | UMP   |
| 5e              | Nicole Feidt       |       | PS       | Nadine Morano       |       | UMP   |
| 6e              | Jean-Yves Le Déaut |       | PS       | Jean-Yves Le Déaut  |       | PS    |
| 7e              | Jean-Paul Durieux  |       | PS       | Édouard Jacque      |       | UMP   |

## Résultats

### Résultats à l'échelle du département
| Parti                                                  | Parti                                  | Premier tour | Premier tour | Second tour | Second tour | Sièges |
| Parti                                                  | Parti                                  | Voix         | %            | Voix        | %           | Sièges |
| ------------------------------------------------------ | -------------------------------------- | ------------ | ------------ | ----------- | ----------- | ------ |
|                                                        | Union pour un mouvement populaire      | 98 450       | 35,06        | 133 875     | 52,00       | 6      |
|                                                        | Divers droite                          | 8 133        | 2,90         |             |             | 0      |
|                                                        | Union pour la démocratie française     | 6 694        | 2,38         | 0           |             |        |
|                                                        | Mouvement pour la France               | 479          | 0,17         | 0           |             |        |
|                                                        | Majorité présidentielle                | 113 756      | 40,51        | 133 875     | 52,00       | 6      |
|                                                        |                                        |              |              |             |             |        |
|                                                        | Parti socialiste                       | 75 797       | 26,99        | 110 319     | 42,85       | 1      |
|                                                        | Parti communiste français              | 20 259       | 7,21         |             |             | 0      |
|                                                        | Les Verts                              | 12 424       | 4,42         | 13 261      | 5,15        | 0      |
|                                                        | Pôle républicain                       | 3 685        | 1,31         |             |             | 0      |
|                                                        | Gauche parlementaire                   | 112 165      | 39,94        | 123 580     | 48,00       | 1      |
|                                                        |                                        |              |              |             |             |        |
|                                                        | Front national                         | 33 492       | 11,93        |             |             | 0      |
|                                                        | Extrême gauche dont LCR, LO et PT      | 8 894        | 3,17         | 0           |             |        |
|                                                        | Divers écologiste dont MHAN, MÉI et GÉ | 5 645        | 2,01         | 0           |             |        |
|                                                        | Mouvement national républicain         | 3 816        | 1,36         | 0           |             |        |
|                                                        | Chasse, pêche, nature et traditions    | 2 410        | 0,86         | 0           |             |        |
|                                                        | Divers                                 | 639          | 0,23         | 0           |             |        |
|                                                        |                                        |              |              |             |             |        |
| Inscrits                                               | Inscrits                               | 471 047      | 100,00       | 470 996     | 100,00      | 7      |
| Abstentions                                            | Abstentions                            | 184 867      | 39,25        | 202 881     | 43,07       |        |
| Votants                                                | Votants                                | 286 180      | 60,75        | 268 115     | 56,93       |        |
| Blancs et nuls                                         | Blancs et nuls                         | 5 363        | 1,87         | 10 660      | 3,98        |        |
| Exprimés                                               | Exprimés                               | 280 817      | 98,13        | 257 455     | 96,02       |        |
| Source : Ministère de l'Intérieur - Meurthe-et-Moselle |                                        |              |              |             |             |        |

### Résultats par circonscription

#### Première circonscription (Nancy-Est)
| Candidat       | Candidat                   | Parti            | Premier tour | Premier tour | Second tour | Second tour |  |
| Candidat       | Candidat                   | Parti            | Voix         | %            | Voix        | %           |  |
| -------------- | -------------------------- | ---------------- | ------------ | ------------ | ----------- | ----------- |  |
|                | Laurent Hénart élu         | UMP              | 11 878       | 40,52        | 14 657      | 54,31       |  |
|                | Jean-Jacques Denis sortant | PS               | 9 059        | 30,9         | 12 330      | 45,69       |  |
|                | Gisèle Moissette           | FN               | 2 508        | 8,56         |             |             |  |
|                | Élisabeth Laithier         | RPF              | 1 247        | 4,25         |             |             |  |
|                | Jean-Christophe Fischer    | Les Verts        | 1 027        | 3,5          |             |             |  |
|                | Alain Chartier             | LCR              | 733          | 2,5          |             |             |  |
|                | Joëlle Bauquel             | PCF              | 660          | 2,25         |             |             |  |
|                | Jean-Pierre Lavigne        | Pôle républicain | 653          | 2,23         |             |             |  |
|                | Christiane Nimsgern        | LO               | 376          | 1,28         |             |             |  |
|                | Jean-Louis Toilier         | MNR              | 355          | 1,21         |             |             |  |
|                | Laëtitia Pasquini          | MHAN             | 274          | 0,93         |             |             |  |
|                | Jean-Yves Klos             | GÉ               | 259          | 0,88         |             |             |  |
|                | Marie-Claude Nowakowski    | MÉI              | 165          | 0,56         |             |             |  |
|                | Coralie Dimofski           | CPNT             | 122          | 0,42         |             |             |  |
|                |                            |                  |              |              |             |             |  |
| Inscrits       | Inscrits                   | Inscrits         | 48 585       | 100,00       | 48 584      | 100,00      |  |
| Abstentions    | Abstentions                | Abstentions      | 18 846       | 38,79        | 20 808      | 42,83       |  |
| Votants        | Votants                    | Votants          | 29 739       | 61,21        | 27 776      | 57,17       |  |
| Blancs et nuls | Blancs et nuls             | Blancs et nuls   | 423          | 1,42         | 789         | 2,84        |  |
| Exprimés       | Exprimés                   | Exprimés         | 29 316       | 98,58        | 26 987      | 97,16       |  |

#### Deuxième circonscription (Vandoeuvre-lès-Nancy)
| Candidat       | Candidat                | Parti             | Premier tour | Premier tour | Second tour | Second tour |  |
| Candidat       | Candidat                | Parti             | Voix         | %            | Voix        | %           |  |
| -------------- | ----------------------- | ----------------- | ------------ | ------------ | ----------- | ----------- |  |
|                | Gérard Léonard élu      | UMP               | 19 342       | 41,75        | 22 631      | 53,01       |  |
|                | René Mangin sortant     | PS                | 15 149       | 32,7         | 20 060      | 46,99       |  |
|                | Jean-Luc Manoury        | FN                | 5 278        | 11,39        |             |             |  |
|                | Marylène Ducloy-Linassi | Les Verts         | 1 185        | 2,56         |             |             |  |
|                | Noëlle Barth            | PCF               | 1 051        | 2,27         |             |             |  |
|                | Olivier Prugneau        | Pôle républicain  | 850          | 1,83         |             |             |  |
|                | Sylvie Petit            | LCR               | 732          | 1,58         |             |             |  |
|                | Yolande Blass           | LO                | 636          | 1,37         |             |             |  |
|                | René Martinuzzi         | CNIP              | 481          | 1,04         |             |             |  |
|                | François Voinesson      | MNR               | 407          | 0,88         |             |             |  |
|                | Florent Iochum          | MÉI               | 279          | 0,6          |             |             |  |
|                | Élisabeth Gipson        | Divers écologiste | 246          | 0,53         |             |             |  |
|                | Nathalie Louyot         | GÉ                | 233          | 0,5          |             |             |  |
|                | Jean-Pierre Simoutre    | CPNT              | 214          | 0,46         |             |             |  |
|                | Nadine Bessaque         | PT                | 182          | 0,39         |             |             |  |
|                | François Nectoux        | Divers            | 59           | 0,13         |             |             |  |
|                |                         |                   |              |              |             |             |  |
| Inscrits       | Inscrits                | Inscrits          | 74 895       | 100,00       | 74 888      | 100,00      |  |
| Abstentions    | Abstentions             | Abstentions       | 27 818       | 37,14        | 30 716      | 41,02       |  |
| Votants        | Votants                 | Votants           | 47 077       | 62,86        | 44 172      | 58,98       |  |
| Blancs et nuls | Blancs et nuls          | Blancs et nuls    | 753          | 1,6          | 1 481       | 3,35        |  |
| Exprimés       | Exprimés                | Exprimés          | 46 324       | 98,4         | 42 691      | 96,65       |  |

#### Troisième circonscription (Nancy-Ouest)
| Candidat       | Candidat                      | Parti            | Premier tour | Premier tour | Second tour | Second tour |  |
| Candidat       | Candidat                      | Parti            | Voix         | %            | Voix        | %           |  |
| -------------- | ----------------------------- | ---------------- | ------------ | ------------ | ----------- | ----------- |  |
|                | Claude Gaillard sortant réélu | UMP              | 16 292       | 47           | 17 887      | 57,43       |  |
|                | Jean-François Pasquet         | Les Verts (PS)   | 9 215        | 26,58        | 13 261      | 42,57       |  |
|                | Évelyne Piton                 | FN               | 3 485        | 10,05        |             |             |  |
|                | Sonia Génicot                 | PCF              | 1 334        | 3,85         |             |             |  |
|                | Pierre Bardelli               | Pôle républicain | 1 198        | 3,46         |             |             |  |
|                | Isabelle Gérard               | LCR              | 921          | 2,66         |             |             |  |
|                | Guy Boiche                    | MPF              | 479          | 1,38         |             |             |  |
|                | Dominique Barbin              | LO               | 476          | 1,37         |             |             |  |
|                | Hervé Colnot                  | MÉI              | 443          | 1,28         |             |             |  |
|                | Pierre Bailly                 | MNR              | 386          | 1,11         |             |             |  |
|                | Véronique Monzein             | GÉ               | 310          | 0,89         |             |             |  |
|                | Sandrine Favier               | CPNT             | 124          | 0,36         |             |             |  |
|                |                               |                  |              |              |             |             |  |
| Inscrits       | Inscrits                      | Inscrits         | 56 593       | 100,00       | 56 593      | 100,00      |  |
| Abstentions    | Abstentions                   | Abstentions      | 21 401       | 37,82        | 24 497      | 43,29       |  |
| Votants        | Votants                       | Votants          | 35 192       | 62,18        | 32 096      | 56,71       |  |
| Blancs et nuls | Blancs et nuls                | Blancs et nuls   | 529          | 1,5          | 948         | 2,95        |  |
| Exprimés       | Exprimés                      | Exprimés         | 34 663       | 98,5         | 31 148      | 97,05       |  |

#### Quatrième circonscription (Lunéville)
| Candidat       | Candidat                         | Parti          | Premier tour | Premier tour | Second tour | Second tour |  |
| Candidat       | Candidat                         | Parti          | Voix         | %            | Voix        | %           |  |
| -------------- | -------------------------------- | -------------- | ------------ | ------------ | ----------- | ----------- |  |
|                | François Guillaume sortant réélu | UMP            | 13 998       | 31,38        | 21 287      | 52,67       |  |
|                | Laurence Demonet                 | PS             | 9 984        | 22,39        | 19 131      | 47,33       |  |
|                | Bernard Thiry                    | FN             | 6 484        | 14,54        |             |             |  |
|                | Maurice Villaume                 | PCF            | 5 066        | 11,36        |             |             |  |
|                | Thierry Pérardel                 | Divers droite  | 3 701        | 8,3          |             |             |  |
|                | Benoît Tallot                    | UDF            | 2 242        | 5,03         |             |             |  |
|                | Geneviève Heilliette             | LO             | 1 080        | 2,42         |             |             |  |
|                | Michel Claire                    | MÉI            | 623          | 1,4          |             |             |  |
|                | Agnès Goetzmann                  | CPNT           | 532          | 1,19         |             |             |  |
|                | Monique Delong                   | MNR            | 434          | 0,97         |             |             |  |
|                | Jean-Paul Jardel                 | GÉ             | 333          | 0,75         |             |             |  |
|                | Sébastien Nantz                  | CNIP           | 124          | 0,28         |             |             |  |
|                |                                  |                |              |              |             |             |  |
| Inscrits       | Inscrits                         | Inscrits       | 74 877       | 100,00       | 74 859      | 100,00      |  |
| Abstentions    | Abstentions                      | Abstentions    | 29 193       | 38,99        | 32 094      | 42,87       |  |
| Votants        | Votants                          | Votants        | 45 684       | 61,01        | 42 765      | 57,13       |  |
| Blancs et nuls | Blancs et nuls                   | Blancs et nuls | 1 083        | 2,37         | 2 347       | 5,49        |  |
| Exprimés       | Exprimés                         | Exprimés       | 44 601       | 97,63        | 40 418      | 94,51       |  |

#### Cinquième  circonscription (Toul)
| Candidat       | Candidat              | Parti            | Premier tour | Premier tour | Second tour | Second tour |  |
| Candidat       | Candidat              | Parti            | Voix         | %            | Voix        | %           |  |
| -------------- | --------------------- | ---------------- | ------------ | ------------ | ----------- | ----------- |  |
|                | Nicole Feidt sortante | PS (Les Verts)   | 14 686       | 33,1         | 18 374      | 43,74       |  |
|                | Nadine Morano élue    | UMP              | 14 272       | 32,17        | 23 636      | 56,26       |  |
|                | Jacques Bardy         | FN               | 6 117        | 13,79        |             |             |  |
|                | Daniel Cerutti        | UDF              | 4 452        | 10,04        |             |             |  |
|                | Gérard Neiss          | LO               | 1 208        | 2,72         |             |             |  |
|                | Catherine Davion      | MNR              | 845          | 1,9          |             |             |  |
|                | Rolande Kramer        | CPNT             | 687          | 1,55         |             |             |  |
|                | Nicole Lischetti      | MÉI              | 616          | 1,39         |             |             |  |
|                | Éric Mutschler        | Divers           | 580          | 1,31         |             |             |  |
|                | Jules Ramananjaona    | Pôle républicain | 571          | 1,29         |             |             |  |
|                | Yannick Vauthier      | GÉ               | 330          | 0,74         |             |             |  |
|                |                       |                  |              |              |             |             |  |
| Inscrits       | Inscrits              | Inscrits         | 70 982       | 100,00       | 70 973      | 100,00      |  |
| Abstentions    | Abstentions           | Abstentions      | 25 622       | 36,1         | 27 223      | 38,36       |  |
| Votants        | Votants               | Votants          | 45 360       | 63,9         | 43 750      | 61,64       |  |
| Blancs et nuls | Blancs et nuls        | Blancs et nuls   | 996          | 2,2          | 1 740       | 3,98        |  |
| Exprimés       | Exprimés              | Exprimés         | 44 364       | 97,8         | 42 010      | 96,02       |  |

#### Sixième circonscription (Briey - Pont-à-Mousson)
| Candidat       | Candidat                         | Parti               | Premier tour | Premier tour | Second tour | Second tour |  |
| Candidat       | Candidat                         | Parti               | Voix         | %            | Voix        | %           |  |
| -------------- | -------------------------------- | ------------------- | ------------ | ------------ | ----------- | ----------- |  |
|                | Jean-Yves Le Déaut sortant réélu | PS (Les Verts, PRG) | 16 514       | 37,9         | 23 230      | 58,56       |  |
|                | Gérard Liger                     | UMP                 | 12 570       | 28,85        | 16 436      | 41,44       |  |
|                | Geneviève Maillard               | FN                  | 5 734        | 13,16        |             |             |  |
|                | André Corzani                    | PCF                 | 4 890        | 11,22        |             |             |  |
|                | Pierre Genter                    | MNR                 | 961          | 2,21         |             |             |  |
|                | Mario Rinaldi                    | LO                  | 731          | 1,68         |             |             |  |
|                | Séverine Fontan                  | Divers écologiste   | 553          | 1,27         |             |             |  |
|                | Blandine Brier                   | CPNT                | 475          | 1,09         |             |             |  |
|                | Christian Minary                 | PT                  | 442          | 1,01         |             |             |  |
|                | Corinne Thomas                   | MÉI                 | 422          | 0,97         |             |             |  |
|                | Séverine Martins                 | GÉ                  | 280          | 0,64         |             |             |  |
|                |                                  |                     |              |              |             |             |  |
| Inscrits       | Inscrits                         | Inscrits            | 75 216       | 100,00       | 75 208      | 100,00      |  |
| Abstentions    | Abstentions                      | Abstentions         | 30 743       | 40,87        | 33 913      | 45,09       |  |
| Votants        | Votants                          | Votants             | 44 473       | 59,13        | 41 295      | 54,91       |  |
| Blancs et nuls | Blancs et nuls                   | Blancs et nuls      | 901          | 2,03         | 1 629       | 3,94        |  |
| Exprimés       | Exprimés                         | Exprimés            | 43 572       | 97,97        | 39 666      | 96,06       |  |

#### Septième circonscription (Villerupt)
| Candidat       | Candidat                  | Parti            | Premier tour | Premier tour | Second tour | Second tour |  |
| Candidat       | Candidat                  | Parti            | Voix         | %            | Voix        | %           |  |
| -------------- | ------------------------- | ---------------- | ------------ | ------------ | ----------- | ----------- |  |
|                | Jean-Paul Durieux sortant | PS               | 10 405       | 27,4         | 17 194      | 49,79       |  |
|                | Édouard Jacque élu        | UMP              | 10 098       | 26,59        | 17 341      | 50,21       |  |
|                | Laurent Righi             | PCF              | 7 258        | 19,11        |             |             |  |
|                | Jean Thomas               | FN               | 3 886        | 10,23        |             |             |  |
|                | Jean-Luc André            | RPF              | 2 580        | 6,79         |             |             |  |
|                | Marc Feller               | Les Verts        | 997          | 2,63         |             |             |  |
|                | Philippe Dubois           | LCR              | 725          | 1,91         |             |             |  |
|                | Marie-Claude Dannebey     | LO               | 652          | 1,72         |             |             |  |
|                | Andrée Doury              | MNR              | 428          | 1,13         |             |             |  |
|                | Marie-Chantal Berezecki   | Pôle républicain | 413          | 1,09         |             |             |  |
|                | Christophe Dubot          | MÉI              | 279          | 0,73         |             |             |  |
|                | Dominique Nizzi           | CPNT             | 256          | 0,67         |             |             |  |
|                | Abdelnasser Adjissa       | Divers gauche    | 0            | 0            |             |             |  |
|                |                           |                  |              |              |             |             |  |
| Inscrits       | Inscrits                  | Inscrits         | 69 899       | 100,00       | 69 891      | 100,00      |  |
| Abstentions    | Abstentions               | Abstentions      | 31 244       | 44,7         | 33 630      | 48,12       |  |
| Votants        | Votants                   | Votants          | 38 655       | 55,3         | 36 261      | 51,88       |  |
| Blancs et nuls | Blancs et nuls            | Blancs et nuls   | 678          | 1,75         | 1 726       | 4,76        |  |
| Exprimés       | Exprimés                  | Exprimés         | 37 977       | 98,25        | 34 535      | 95,24       |  |